# ¡Ay María qué puntería!
¡Ay María qué puntería! Fue un programa de televisión donde interactuaban personajes como La India María y otros: ella hablaba de que tenía un trabajo vendiendo fruta en la calle para ganar dinero para su pueblo y después la contrató de sirvienta un señor que trabaja con sus compañeros para hacer programas y comerciales de televisión.
Marco el regreso de María Elena Velasco tras ser vetada de Televisa en los años 70s.

## Sinopsis
María Nicolasa Cruz está de vuelta intentando mejorar su situación económica. Al ponerse a vender naranjas en la banqueta de una de las muchas calles de la Ciudad de México, es perseguida por un inspector de negocios. Al huir de este se topa con la producción de Esteban Spilman, en la cual resulta lastimada. Entretanto es presentada con los demás colaboradores de Spilman: Roque, un asistente de producción corpulento y alegre; Anilú, una bella ayudante y cantante de música de balada; Michel, un jovial aspirante a la actuación de gallarda apariencia, y Sócrates, el grán pensador cuya amistad con María se hace cada día más grande. Junto a ellos está doña Macarena, coloquial arrendataria de origen ibérico que colabora con el resto del grupo. 

## Personajes
María Elena Velasco como María Nicolasa Cruz - la intrépida, aventurera y pícara protagonista de la serie. Es una india mazahua que se va a probar suerte a la Ciudad de México intentando mejorar su situación económica. 
Carlos Gastelum como Esteban Spilman - un aspirante productor de televisión cuya mayor meta es producir un programa de televisión de un éxito grande. Sin embargo, esto resulta difícil, tanto que le debe a todos sus empleados y a su casera más de diez meses de sueldo. Es padre de dos niños traviesos y está divorciado. De primero no se lleva bien con su esposa e incluso tiene una llamada conflictiva en el primer episodio. En la final de la serie decide irse a los Estados Unidos para ver si su suerte mejora en su profesión.
Rubén Cerda como Roque - asistente de producción, su lado glotón es unos de sus rasgos más notorios, ya que tiene un apetito enorme e insatisfecho. Es un tanto distraído, pero es muy atento a seguir órdenes. Es un excelente cantante y a veces colabora con su compañera Anilú en los proyectos de canto. Es visto por última vez en el episodio de "El pueblo de María" junto con Anilú. Trabaja como fotógrafo después. En la fiesta de despedida de Esteban es reemplazado por su hermano mayor.
Ernesto Pape como Miguel Lavalle, "Michel" - el galán del grupo, intenta por todos los medios triunfar en la actuación. Su apariencia europea es algo notorio en la serie, ya que todo el tiempo lo etiquetan de ser antitésis de lo mexicano. También intenta formarse en el mundo del canto, pero su suerte no mejora mucho. Es uno de los dos colaboradores que quedan al servicio de Esteban.
Adriana del Río como Ana María Chamorro Bueno "Anilu" - ayudante de producción, su sueño es hacerse famosa como cantante. Tiene una niña que es cuidada por su mamá. A veces intenta entrar al grupo en proyectos de canto, pero por lo general es pasada por alto. Antes del final decide mudarse a Paris para poder concretar su sueño.
Adrián Ramos como Sócrates Casiomero - el intelectual del grupo, su intereses son varios. Es un filósofo cuya creencia es que los pueblos indígenas merecen una mejor situación económica y más derechos. Su lado romántico no se hace esperar, ya que le dedica un sinnúmero de poesías y canciones a María. Su meta es ser un escritor reconocido, y por poco lo logra, ya que gana un concurso nacional. 
Aidee Gracia como Doña Macarena - casera española de Esteban, su interés por el cine es fuerte, aunque le gusta más los negocios. Viuda, en veces intenta comunicarse con su difunto esposo por medio de sesiones espiritistas, aunque son simples intentos infructíferos. Es una mujer chapada a la antigua, con gustos antiguos. Al parecer queda en su vivienda sola después de la serie. 
Alejandro Márquez como "Chilango" - un aspirante a actor, frecuentemente asiste a los demás en producciones. 

## Después de la serie
El canal de cable llamado Clásico TV rescata la serie para su transmisión los miércoles a las 6:00 PM (tiempo del centro de México), pero se deja de transmitir el miércoles 27 de abril de 2011 por la serie titulada Las solteras del 2 (1987-1988).
Pero el viernes 6 de enero de 2012 regresa a Clásico TV desde el primer episodio, se transmite de nuevo a las 6:00 PM (tiempo del centro de México), el jueves 4 de octubre de 2012 se sigue transmitiendo ahora en Distrito Comedia, los jueves.
El jueves 10 de enero de 2013 la serie Ay María no lo transmitieron en el horario de 2:30 a.m.

## Elenco
- María Elena Velasco  - María Nicolasa Cruz
- Rubén Cerda - Roque
- Carlos Gastelum - Esteban Spilman
- Adrián Ramos - Sócrates Casiomero
- Adriana del Río - Ana María Chamorro Bueno "Anilu"
- Ernesto Pape- Miguel Lavalle
- Aidee Gracia- Doña Macarena
- Alejandro Márquez - Chilango